# Herpestomus sierramorenator
Herpestomus sierramorenator là một loài tò vò trong họ Ichneumonidae.